# Tudor Arghezi (metropolitana di Bucarest)
Tudor Arghezi è una stazione e capolinea sud della linea M2 della metropolitana di Bucarest. La stazione è stata dedicata allo scrittore rumeno Tudor Arghezi.
Inaugurata mercoledì 15 novembre 2023, i treni giungono alla stazione con una frequenza di otto minuti. Adiacente alla stazione è stato realizzato un parcheggio in grado di ospitare 350 autovetture al fine di favorire l'interscambio da parte dei cittadini residenti nelle località limitrofe di Berceni e Popești-Leordeni.
La stazione è situata al piano terra mentre i rimanenti 2 piani sono adibiti a funzioni amministrative.